# 罗恩·安德森
罗纳德·吉恩·安德森（英語：Ronald Gene Anderson，1958年10月15日—），美国NBA联盟职业篮球运动员。他在1984年的NBA选秀中第2轮第3顺位被克里夫兰骑士选中。